# Laiwu
Laiwu (cinese: 莱芜; pinyin: Láiwú) è una città-prefettura della Cina nella provincia dello Shandong.

## Suddivisioni amministrative
- Distretto di Laicheng
- Distretto di Gangcheng